# 皮米恩塔 (洪都拉斯)
皮米恩塔（西班牙語：Pimienta），是洪都拉斯的城鎮，位於該國西北部，由科爾特斯省負責管轄，始建於1927年1月10日，面積55.42平方公里，海拔高度83米，2001年人口12,461，人口密度每平方公里224.85人。
15°17′N 87°58′W / 15.283°N 87.967°W